# Christian Stettler
Christian Stettler (* 1966 in Frauenfeld, Kanton Thurgau) ist ein schweizerischer reformierter Pfarrer und Theologe.

## Leben und Wirken
Christian Stettler ist in Stettfurt (TG) aufgewachsen. Nach der Kantonsschule in Frauenfeld absolvierte er von 1985 bis 1991 ein Studium evangelischer Theologie an der Universität Zürich, der Eberhard Karls Universität Tübingen und der Friedrich-Alexander-Universität Erlangen-Nürnberg. Danach folgte ein Vikariatsjahr in Bischofszell (TG), das er mit seiner Ordination abschloss. 1993/94 war er Stipendiat des Schweizerischen Nationalfonds an der Universität Tübingen und dort bis 2000 Assistent von Peter Stuhlmacher. Mit seiner Dissertation Der Kolosserhymnus. Untersuchungen zu Form, traditionsgeschichtlichem Hintergrund und Aussage von Kol 1,15–20 wurde er im Jahr 2000 zum Dr. theol. promoviert. Anschliessend war er zwischen 2000 und 2003 nochmals Stipendiat des Schweizerischen Nationalfonds an der Ruprecht-Karls-Universität Heidelberg und der University of Cambridge und danach bis 2006 Oberassistent von Samuel Vollenweider in Zürich. Es folgten Pfarrstellen von 2007 bis 2016 in der reformierten Kirchgemeinde Gächlingen (SH) und seit 2014 eine 70-%-Stelle in der Kirchgemeinde Flaachtal (ZH), die er sich mit seiner Frau teilt.
Ab 2001 arbeitete Stettler an seinem Habilitationsprojekt und wurde 2014 an der Universität Zürich mit seiner Schrift Das Endgericht bei Paulus. Framesemantische und exegetische Studien zur paulinischen Eschatologie und Soterologie habilitiert. Seither ist er Privatdozent für Neues Testament an der Universität Zürich sowie Gastdozent und seit 2015 Titularprofessor für Neues Testament und Antikes Judentum an der STH Basel; seit 2017 als ständiger Lehrbeauftragter in Teilzeit.
Seine Forschungsschwerpunkte sind Biblische Theologie; Geschichte und Theologie des Frühjudentums; Hermeneutik und Framesemantik; Jesus und Synoptiker (Gesetzesverständnis, Ethik, Christologie, Soteriologie, Eschatologie); Johannes (Verhältnis zu den Synoptikern); Paulus (Christologie, Soteriologie, Eschatologie, Gesetzesverständnis, Kolosser- und Epheserbrief).
Er ist Mitglied der «Tyndale Fellowship for Biblical and Theological Research», des «Institute for Biblical Research» (IBR) und der Arbeitsgemeinschaft für biblisch erneuerte Theologie.
Christian Stettler ist mit der Theologin Hanna Stettler verheiratet. Das Paar hat drei Söhne und wohnt in Flaach.

## Auszeichnungen
2018: Johann-Tobias-Beck-Preis für seine Habilitationsschrift, in der er einen Überblick der Forschung über Paulus’ Lehre vom Endgericht seit 1930 zeigt, durch eine Analyse von paulinischen Schlüsseltexten auf eine konsistente Gerichtserwartung schliesst und seine Konzeption vom Endgericht mit anderen frühjüdischen und urchristlichen Konzeptionen vergleicht. Auch setzt er sich kritisch mit Ergebnissen der konfessionellen Paulusexegese und der New Perspective on Paul auseinander.

## Veröffentlichungen
- Der Kolosserhymnus. Untersuchungen zu Form, traditionsgeschichtlichem Hintergrund und Aussage von Kol 1,15–20 (zugl. Dissertation, Universität Tübingen 1999). Mohr Siebeck, Tübingen 2000, ISBN 978-3-16-147421-7.
- Das letzte Gericht. Studien zur Endgerichtserwartung von den Schriftpropheten bis Jesus. Mohr Siebeck, Tübingen 2011, ISBN 978-3-16-150512-6.
- Das Endgericht bei Paulus. Framesemantische und exegetische Studien zur paulinischen Eschatologie und Soteriologie (zugl. Habilitation, Universität Zürich 2014). Mohr Siebeck, Tübingen 2017, ISBN 978-3-16-155007-2.

Aufsätze
- Paul, the Law and Judgement by Works. In: EvQ. 76/2004, S. 195–215.
- Purity of Heart in Jesus’ Teaching: Mark 7:14–23 as an Expression of Jesus’ Basileia Ethics. In: JThS. 55/2004, S. 467–502.
- The Opponents at Colossae. In: Stanley E. Porter (Hrsg.): Paul and His Opponents (= Pauline Studies. 2). Brill, Leiden 2005, S. 167–200.
- The ‹Command of the Lord› in 1 Corinthians 14:37: A Saying of Jesus? In: Bib. 87/2006, S. 42–51.
- Die Offenbarung des Johannes (Einleitung). In: Zürcher Bibel. Theologischer Verlag, Zürich 2007, S. 408–409.
- Die Taufe im Neuen Testament – und heute. In: ThBeitr. 46/2015, S. 24–41.
- Astronomische Vorstellungen in den Sabbatopferliedern. In: Jörg Frey, Michael R. Jost (Hrsg.): Gottesdienst und Engel im antiken Judentum und frühen Christentum. Mohr Siebeck, Tübingen 2016, ISBN 978-3-16-154195-7.
- Die Erneuerung des Menschen: Das Wachstum in der Heiligung nach den Paulusbriefen. In: Armin Daniel Baum und Rob van Houwelingen (Hrsg.): Kernthemen neutestamentlicher Theologie: Ein Studienbuch, Brunnen-Verlag, Gießen 2021, ISBN  978-3-7655-9575-2.